# Tisiphone
Tisiphone, Teisiphone of Tisifone (Oudgrieks: Τισιφόνη/Τεισιφόνη, "moordwreekster") is de naam van twee figuren uit de Griekse mythologie.

## De Erinyen
Tisiphone was een van de Erinyen of Furiën, en de zus van Alecto en Megaera. Ze was degene die alle vormen van moord strafte: parricide, broedermoord en moord. Er bestaat een mythe over hoe Tisiphone verliefd werd op Cithaeron, en vervolgens de oorzaak was van zijn dood nadat een van de slangen op haar hoofd hem had gebeten. In het zesde boek van Virgilius' Aeneis werd Tisiphone beschouwd als de furieuze en wrede wachter voor de poorten van de Tartarus.

## Dochter van Alcmaeon
Tisiphone was de dochter van Alcmaeon en Manto. Alcmaeon liet zijn kinderen, Tisiphone en Amphilochus, per ongeluk achter bij Kreon. Kreons vrouw verkocht haar als slavin, jaloers op haar schoonheid. Ze realiseerde zich niet dat de koper van Tisiphone in dienst was van haar vader. Toen Alcmaeon terugkeerde, redde hij zijn dochter en kreeg zijn zoon weer terug.